# Vénérand
Vénérand ist eine westfranzösische Gemeinde mit 771 Einwohnern (Stand: 1. Januar 2022) im Département Charente-Maritime in der Region Nouvelle-Aquitaine. Sie gehört zum Arrondissement Saintes und ist Mitglied im Gemeindeverband Saintes - Grandes Rives - L’Agglo. Die Einwohner werden Vénérandais und Vénérandaises genannt.
Die Gemeinde erhielt 2023 die Auszeichnung „Zwei Blumen“, die vom Conseil national des villes et villages fleuris (CNVVF) im Rahmen des jährlichen Wettbewerbs der blumengeschmückten Städte und Dörfer verliehen wird.

## Geografie

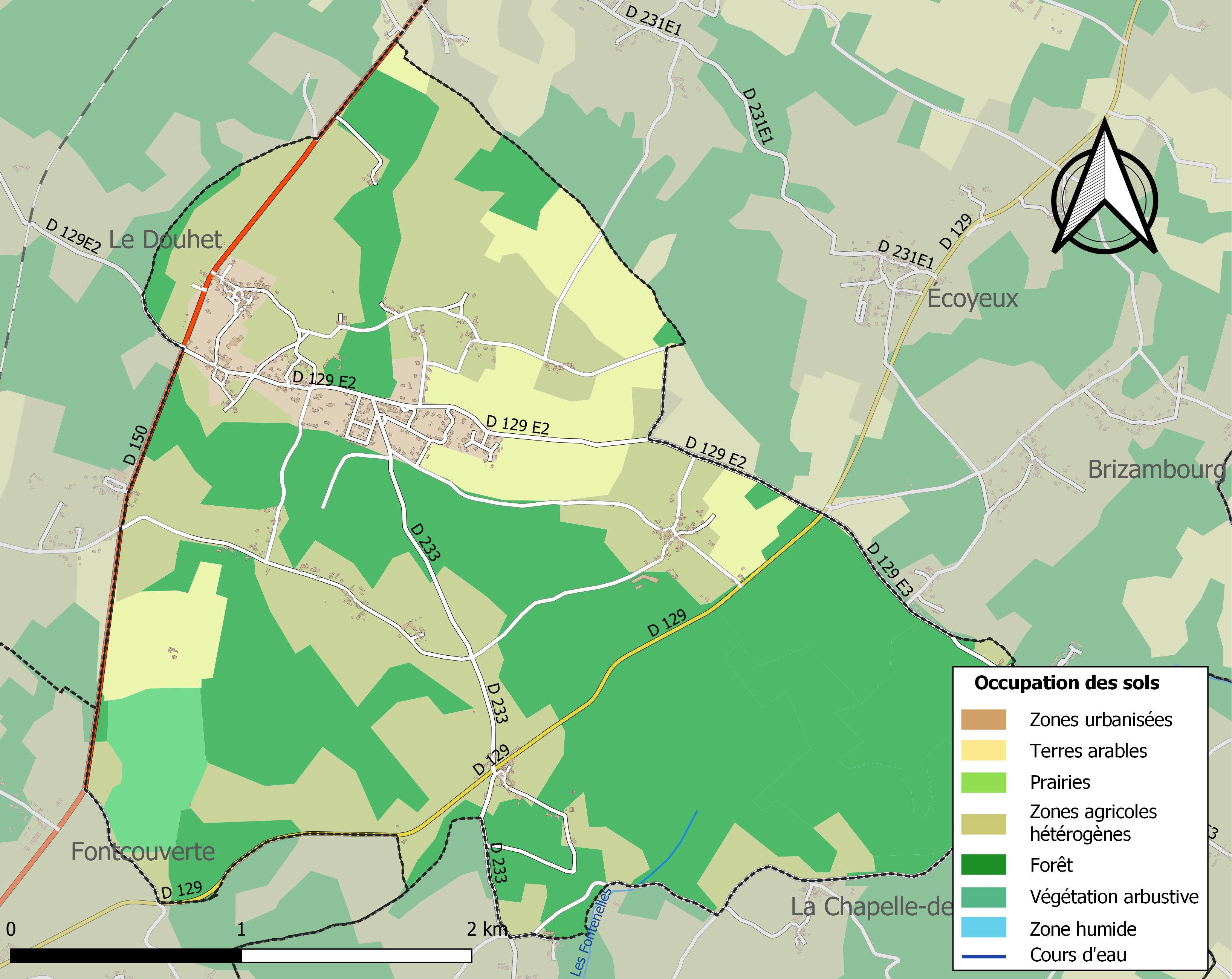
Bodennutzung, Hydrografie und Infrastruktur der Gemeinde (2018)

Vénérand liegt in der ehemaligen Provinz Saintonge, etwa acht Kilometer nordöstlich von Saintes. Die Gemeinde befindet sich im Einzugsgebiet der Charente, besitzt aber kaum nennenswerte Fließgewässer. Der zeitweise trockenfallende Ruisseau les Fontenelles entspringt im Wald Mestreau im Süden Das Gebiet von Vénérand hat einen kleinen Anteil am ZNIEFF-Naturgebiet 540006855 „Chaumes du Douhet“. Etwa die Hälfte der Fläche der Gemeinde ist bewaldet oder naturbelassen, etwa 45 % werden landwirtschaftlich genutzt.
Umgeben wird Vénérand von den Nachbargemeinden Le Douhet im Norden und Westen, Écoyeux im Norden und Osten, Saint-Césaire im Südosten, La Chapelle-des-Pots im Süden sowie Fontcouverte im Südwesten.

## Bevölkerungsentwicklung
| Vénérand: Einwohnerzahlen von 1793 bis 2020                                                                                | Vénérand: Einwohnerzahlen von 1793 bis 2020 | Vénérand: Einwohnerzahlen von 1793 bis 2020 | Vénérand: Einwohnerzahlen von 1793 bis 2020 | Vénérand: Einwohnerzahlen von 1793 bis 2020 |
| --- | ------------------------------------------- | ------------------------------------------- | ------------------------------------------- | ------------------------------------------- |
| Jahr |                                             |                                             |                                             | Einwohner                                   |
| 1793 | 1793                                        |                                             | 619                                         | 619                                         |
| 1800 | 1800                                        |                                             | 582                                         | 582                                         |
| 1806 | 1806                                        |                                             | 522                                         | 522                                         |
| 1821 | 1821                                        |                                             | 697                                         | 697                                         |
| 1831 | 1831                                        |                                             | 728                                         | 728                                         |
| 1836 | 1836                                        |                                             | 718                                         | 718                                         |
| 1841 | 1841                                        |                                             | 725                                         | 725                                         |
| 1846 | 1846                                        |                                             | 708                                         | 708                                         |
| 1851 | 1851                                        |                                             | 700                                         | 700                                         |
| 1856 | 1856                                        |                                             | 712                                         | 712                                         |
| 1861 | 1861                                        |                                             | 724                                         | 724                                         |
| 1866 | 1866                                        |                                             | 735                                         | 735                                         |
| 1872 | 1872                                        |                                             | 670                                         | 670                                         |
| 1876 | 1876                                        |                                             | 656                                         | 656                                         |
| 1881 | 1881                                        |                                             | 622                                         | 622                                         |
| 1886 | 1886                                        |                                             | 582                                         | 582                                         |
| 1891 | 1891                                        |                                             | 517                                         | 517                                         |
| 1896 | 1896                                        |                                             | 505                                         | 505                                         |
| 1901 | 1901                                        |                                             | 508                                         | 508                                         |
| 1906 | 1906                                        |                                             | 591                                         | 591                                         |
| 1911 | 1911                                        |                                             | 483                                         | 483                                         |
| 1921 | 1921                                        |                                             | 395                                         | 395                                         |
| 1926 | 1926                                        |                                             | 390                                         | 390                                         |
| 1931 | 1931                                        |                                             | 394                                         | 394                                         |
| 1936 | 1936                                        |                                             | 347                                         | 347                                         |
| 1946 | 1946                                        |                                             | 374                                         | 374                                         |
| 1954 | 1954                                        |                                             | 425                                         | 425                                         |
| 1962 | 1962                                        |                                             | 397                                         | 397                                         |
| 1968 | 1968                                        |                                             | 377                                         | 377                                         |
| 1975 | 1975                                        |                                             | 387                                         | 387                                         |
| 1982 | 1982                                        |                                             | 528                                         | 528                                         |
| 1990 | 1990                                        |                                             | 538                                         | 538                                         |
| 1999 | 1999                                        |                                             | 598                                         | 598                                         |
| 2006 | 2006                                        |                                             | 668                                         | 668                                         |
| 2013 | 2013                                        |                                             | 764                                         | 764                                         |
| 2020 | 2020                                        |                                             | 766                                         | 766                                         |
| Quelle(n): EHESS/Cassini bis 1999, INSEE ab 2006 Anmerkung(en): Ab 1962 offizielle Zahlen ohne Einwohner mit Zweitwohnsitz |                                             |                                             |                                             |                                             |

## Sehenswürdigkeiten
- Romanische Kirche Sainte-Marie-de-l’Assomption aus dem Ende des 12. Jahrhunderts
- Reste des gallorömischen Aquädukts nach Mediolanum Santonum (Saintes) mit zwei gallorömischen Brunnen „La Roche“ und „Le Moulin“
- Ehemalige öffentliche Waschhäuser

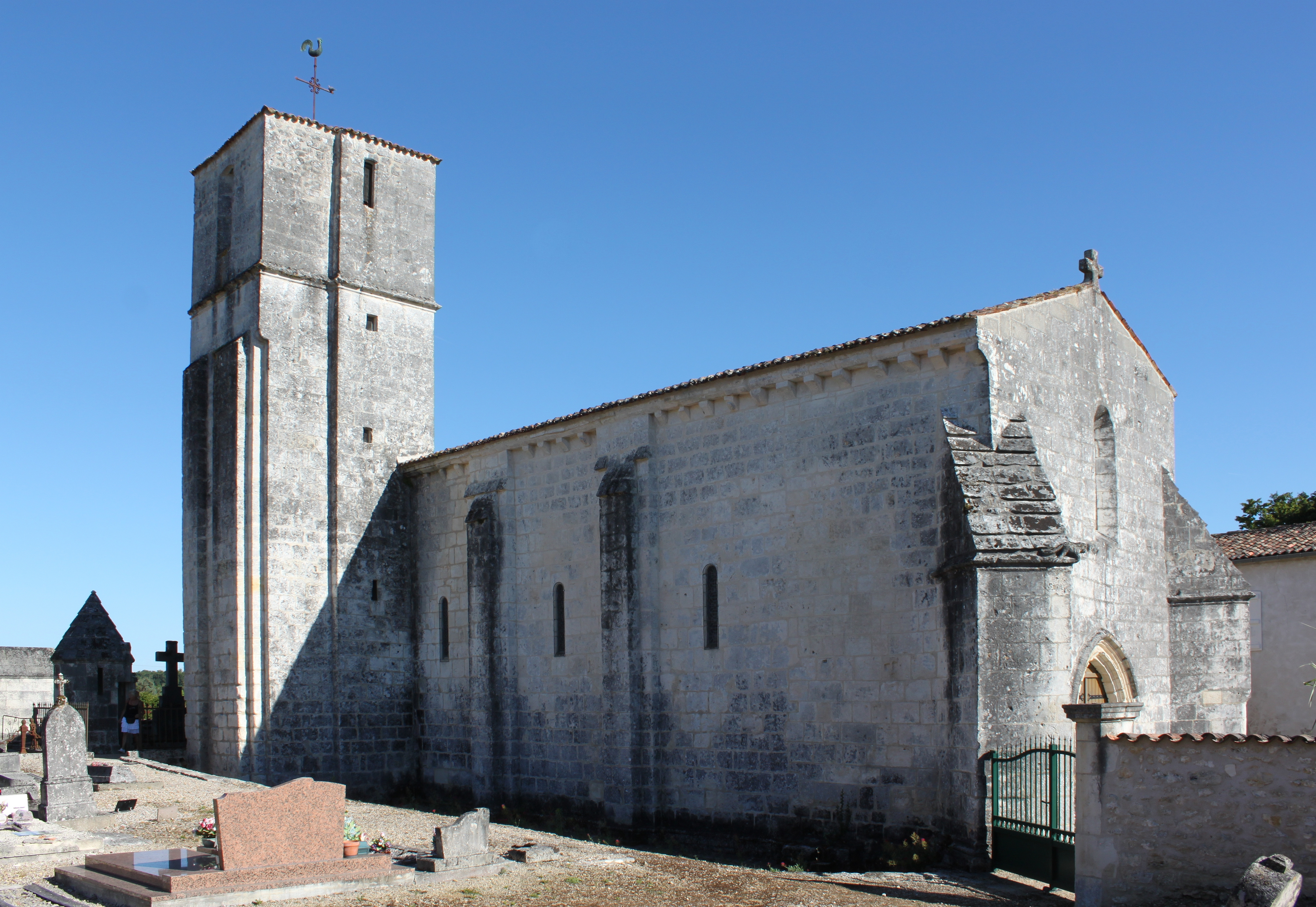
Kirche Sainte-Marie-de-l’Assomption
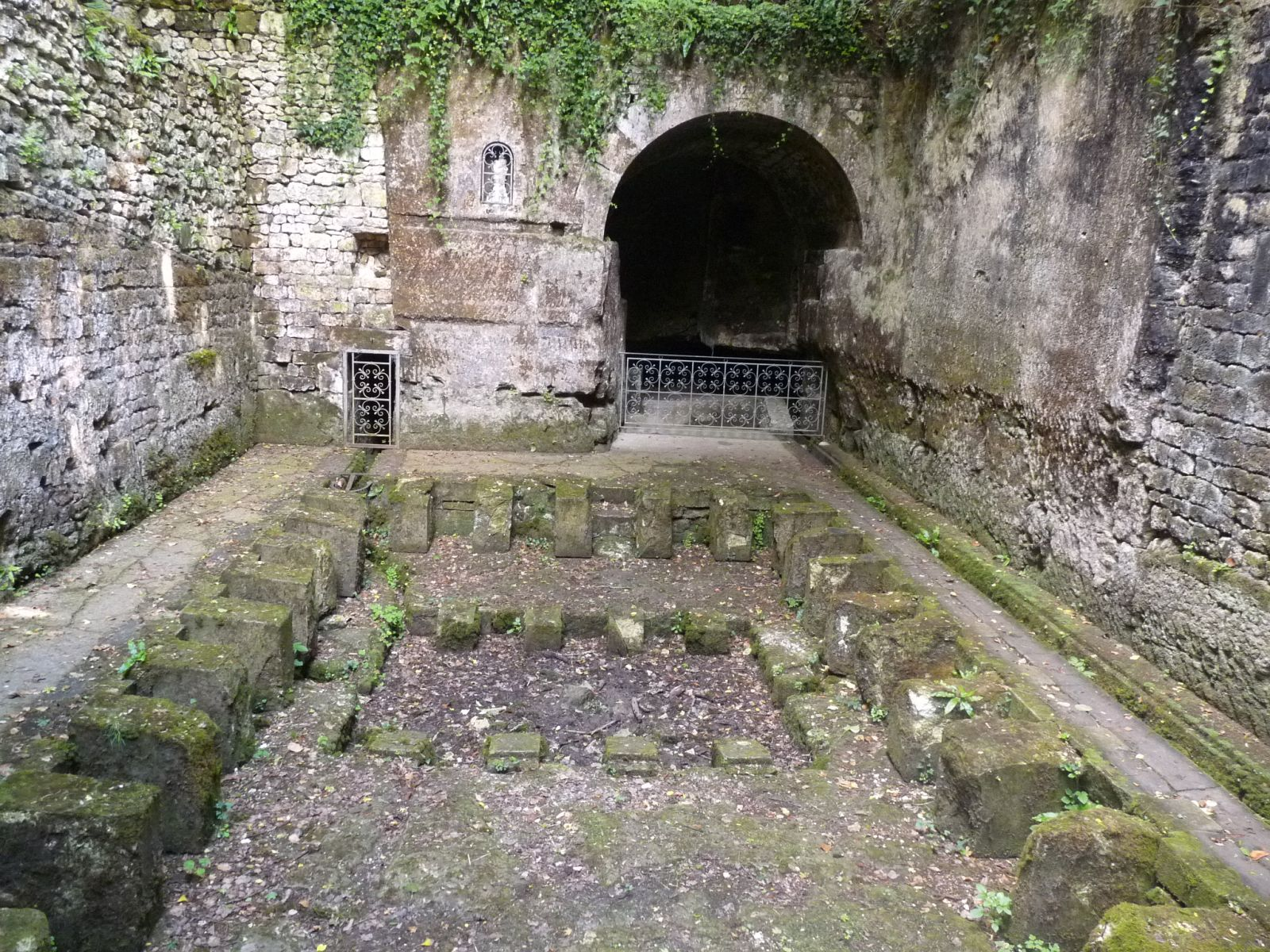
Brunnen „La Roche“
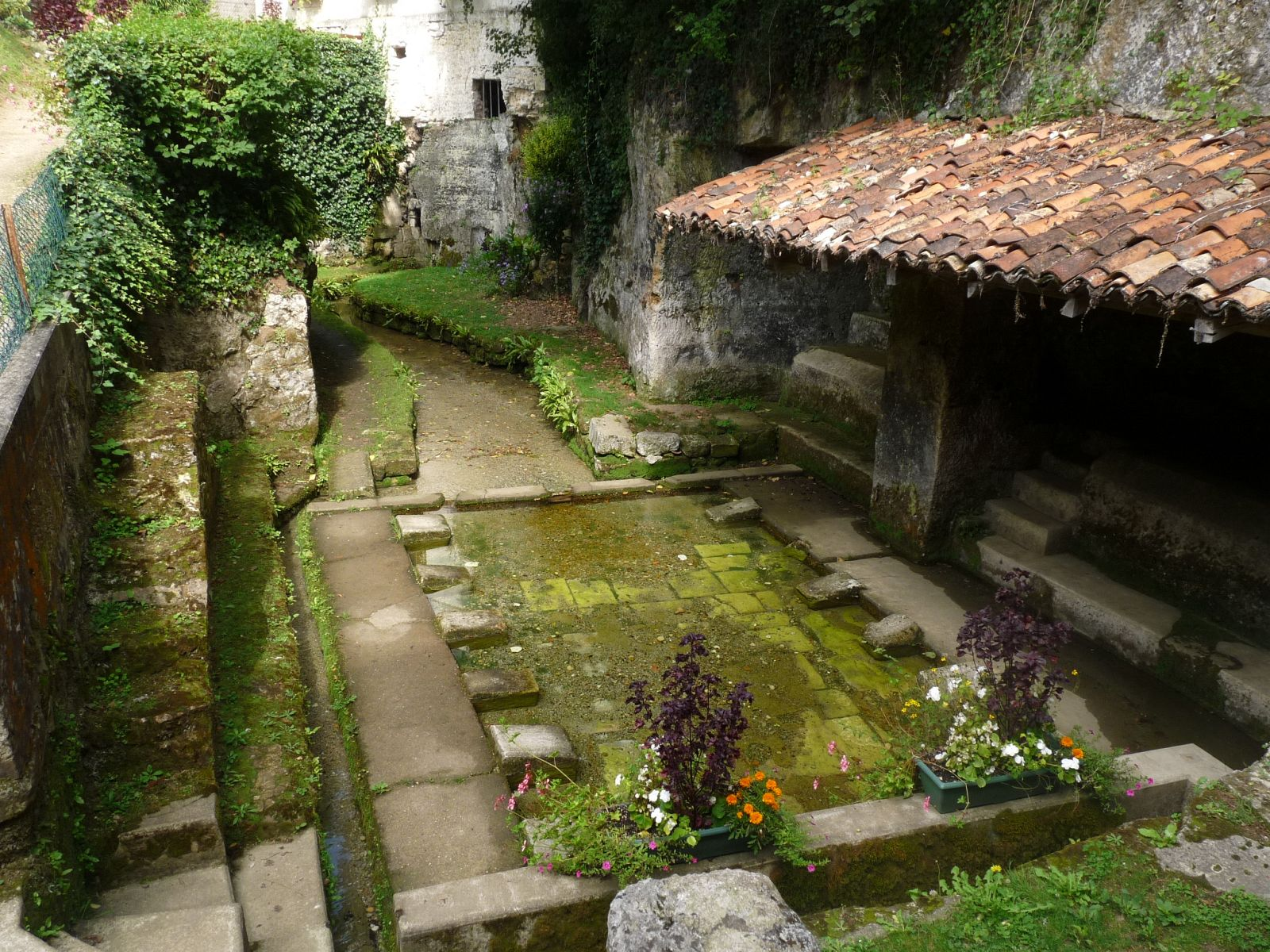
Brunnen „Le Moulin“
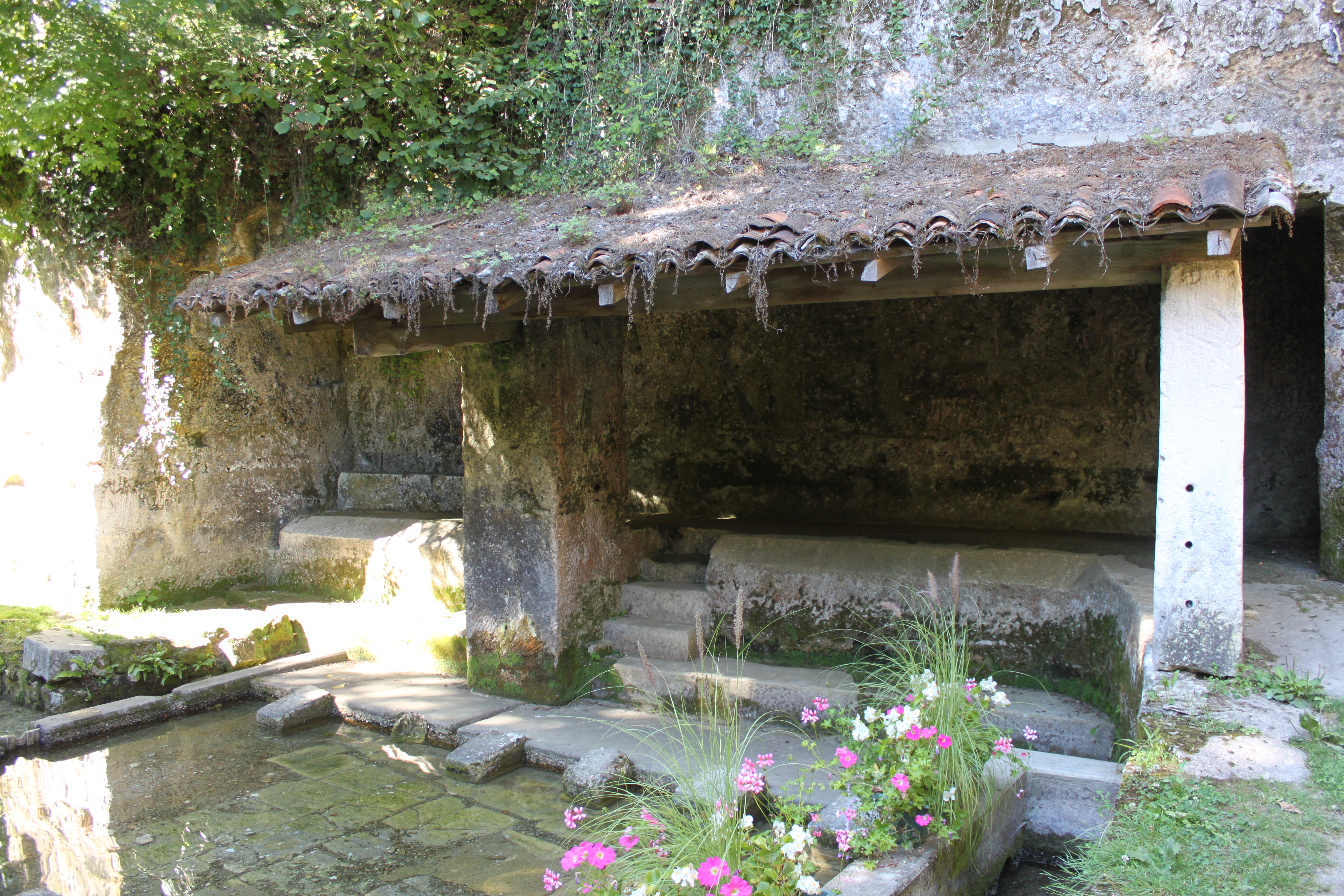
Waschhaus

## Verkehr
Die Departementsstraße 150, die ehemalige Route nationale 150, verläuft entlang der westlichen Gemeindegrenze und verbindet Vénérand mit Saint-Jean-d’Angély im Norden und mit Saintes über Fontcouverte im Süden.
Busse einer Linie der regionalen Transportgesellschaft bedienen eine Haltestelle am Bürgermeisteramt in Vénérand und verbinden die Gemeinde mit Saintes und Saint-Jean-d’Angély.